# Nostalgias
Nostalgias — студийный альбом итальянской певицы Мины, выпущенный на лейблах PDU и RTI Music España в 1998 году в Испании, а затем в Аргентине. Альбом содержит испанские версии песен с её предыдущих альбомов.
В октябре 2022 года было выпущено ремастированное переиздание альбома под названием Encadenados на магнитной ленте, виниле и USB.

## Об альбоме
Песни «Hoy», «De acuerdo» и «Lo se» являются соответственно испанскими версиями песен «Noi», «Va bene, va bene così» и «Fosse vero», вошедших в двойной альбом 1994 года Canarino mannaro. «Porque tu me acostumbraste» был впервые выпущен в 1995 году в альбоме Pappa di latte. «Nostalgias» также представлена в версии, отличной от выпущенной в альбоме Lochness. Трек «Crazy» единственный не на испанском, а на английском, взят из Canarino mannaro.
Для оформления Мауро Баллетти использовал снимок, который уже использовался в 1980 году для сингла «Buonanotte buonanotte», добавляя другие неизданные изображения с той же фотосессии.

## Список композиций
Nostalgias (1998)
1. «Lo se» (Массимилиано Пани, Альберто Де Мартини, Альберто Гарсия Деместрес) — 4:18
2. «Porque tu me acostumbraste» (Фрэнк Домингес) — 4:16
3. «Amore» (Маурицио Монти, Риккардо Коччанте, Игнасио Баллестерос) — 5:15
4. «De acuerdo» (Васко Росси, Роберто Казини, Доменико Кампореале, Альберто Гарсия Деместрес) — 5:26
5. «Nostalgias» (Энрике Кадикамо, Хуан Карлос Кабиан) — 5:03
6. «Puro teatro»	(Тите Куре Алонсо) — 4:01
7. «Da vueltas la vida» (Джованни Донцелли, Винченцо Леомпорро, Альберто Гарсия Деместрес) — 4:42
8. «Somos novios» (Армандо Мансанеро) — 4:26
9. «Crazy» (Вилли Нельсон) — 5:42
10. «Encadenados» (Карлос Артуро Брис) — 4:15
11. «Hoy» (Мауро Санторо, Альберто Гарсия Деместрес) — 5:23

Encadenados (2022)
1. «Puro teatro»	(Тите Куре Алонсо) — 4:01
2. «Porque tu me acostumbraste» (Фрэнк Домингес) — 4:15
3. «Somos novios» (Армандо Мансанеро) — 4:31
4. «Hoy» (Мауро Санторо, Альберто Гарсия Деместрес) — 5:16
5. «Encadenados» (Карлос Артуро Брис) — 4:12
6. «Lo se» (Массимилиано Пани, Альберто Де Мартини, Альберто Гарсия Деместрес) — 4:18
7. «De acuerdo» (Васко Росси, Роберто Казини, Доменико Кампореале, Альберто Гарсия Деместрес) — 5:26
8. «Nostalgias» (Энрике Кадикамо, Хуан Карлос Кабиан) — 5:03

## Участники записи
- Мина — вокал, бэк-вокал (7)
- Массимилиано Пани — аранжировка (1, 2, 4-8, 10, 11), бэк-вокал (1, 9), клавишные (1, 2, 4-8, 10, 11)
- Массимо Морикони — бас-гитара (1, 2, 4-9, 10, 11), контрабас (2, 5, 6, 8, 10)
- Маурицио Де Лаццаретти — ударные (1, 11)
- Паоло Джанолино — акустическая гитара (1, 2, 4-8, 10), электрическая гитара (1, 2, 4-8, 10, 11)
- Данило Реа — электрическое пианино (1, 2, 4-8, 10, 11), фортепиано (2, 5, 6, 8, 10, 11), рояль (9)
- Андреа Брайдо — гитара (1)
- Маурицио Джаммарко — сопрано-саксофон (1, 4)
- Альфредо Голино — ударные (2, 5, 6, 8, 10)
- Даниэле Ди Григорио — перкуссия (2, 5, 6, 8, 10)
- Майкл Розен — саксофон (2, 5, 6, 8, 10)
- Паоло Карта — акустическая гитара (3), электрическая гитара (3)
- Леонардо Де Амичис — аранжировка (3), клавишные (3)
- Риккардо Коччанте — аранжировка (3), вокал (3)
- Роберто Джалинелли — бас-гитара (3)
- Эмануэла Борци — ударные (3)
- Джованни Импарто — перкуссия (3)
- Элладе Бандини — ударные (4, 7, 9)
- Джанни Донцелли — бэк-вокал (7)
- Ада Роватти — альт-саксофон (9)
- Габриэле Комелио — альт-саксофон (9), аранжировка духовых (9), аранжировка струнных (11), дирижёр (11)
- Леле Керри — бэк-вокал (9)
- Джанкарло Порро — баритон-саксофон (9)
- Клаудио Аллифранчини — тенор-саксофон (9)
- Паоло Барбьери — тенор-саксофон (9)
- Алессандра Перинотти — тромбон (9)
- Мауро Пароди — тромбон (9)
- Пьерлуиджи Сальви — тромбон (9)
- Давиде Гидони — труба (9)
- Эмилио Соана — труба (9)
- Фернандо Бруско — труба (9)
- Пиппо Колуччи — труба (9)
- Jazz Class Orchestra — духовые (9)
- Франческо Амброзетти — флюгельгорн (11)

Все данные взяты из примечаний к альбому.